# Kanał Wołżańsko-Bałtycki
Kanał Wołżańsko-Bałtycki (ros. Волго-Балтийский водный путь) – system rzek i kanałów żeglownych w Rosji, łączący morze Bałtyckie oraz Białe ze Zbiornikiem Rybińskim na Wołdze. Długość 1100 km. Budowa ukończona w 1964.
Inne nazwy to: Wołżańsko-Bałtycka Droga Wodna, Wołgo-Bałtijskij wodnyj put’ imieni W.I. Lenina, dawniej Maryjski system wodny.
Składa się z:
- Zbiornika Rybińskiego – sztuczny zbiornik na Wołdze, w Rosji, powyżej Rybińska; zbudowany 1941–47; pow. 4580 km², pojemność 25,4 km³, średnia głębokość 5,6 m; główny port — Czerepowiec.
- rzeki Szeksny,
- Kanału Biełozierskiego,
- rzeki Kowży,
- Kanału Maryjskiego,
- rzeki Wytiegry,
- Kanału Oneskiego,
- rzeki Swir,
- Kanału Nowoładoskiego,
- rzeki Newy.

Całość drogi wodnej jest dostępna dla statków o wyporności do 5 tys. ton.
Wymiary śluz to 210 m długości, 17,6 m szerokości.
Gwarantowana głębokość całej drogi wodnej to 4 m, gwarantowany prześwit pod mostami to 16,1 m, promień zakrętu 600 m.